# Dalechampia spathulata
Dalechampia spathulata là một loài thực vật có hoa trong họ Đại kích. Loài này được (Scheidw.) Baill. mô tả khoa học đầu tiên năm 1858.

## Hình ảnh

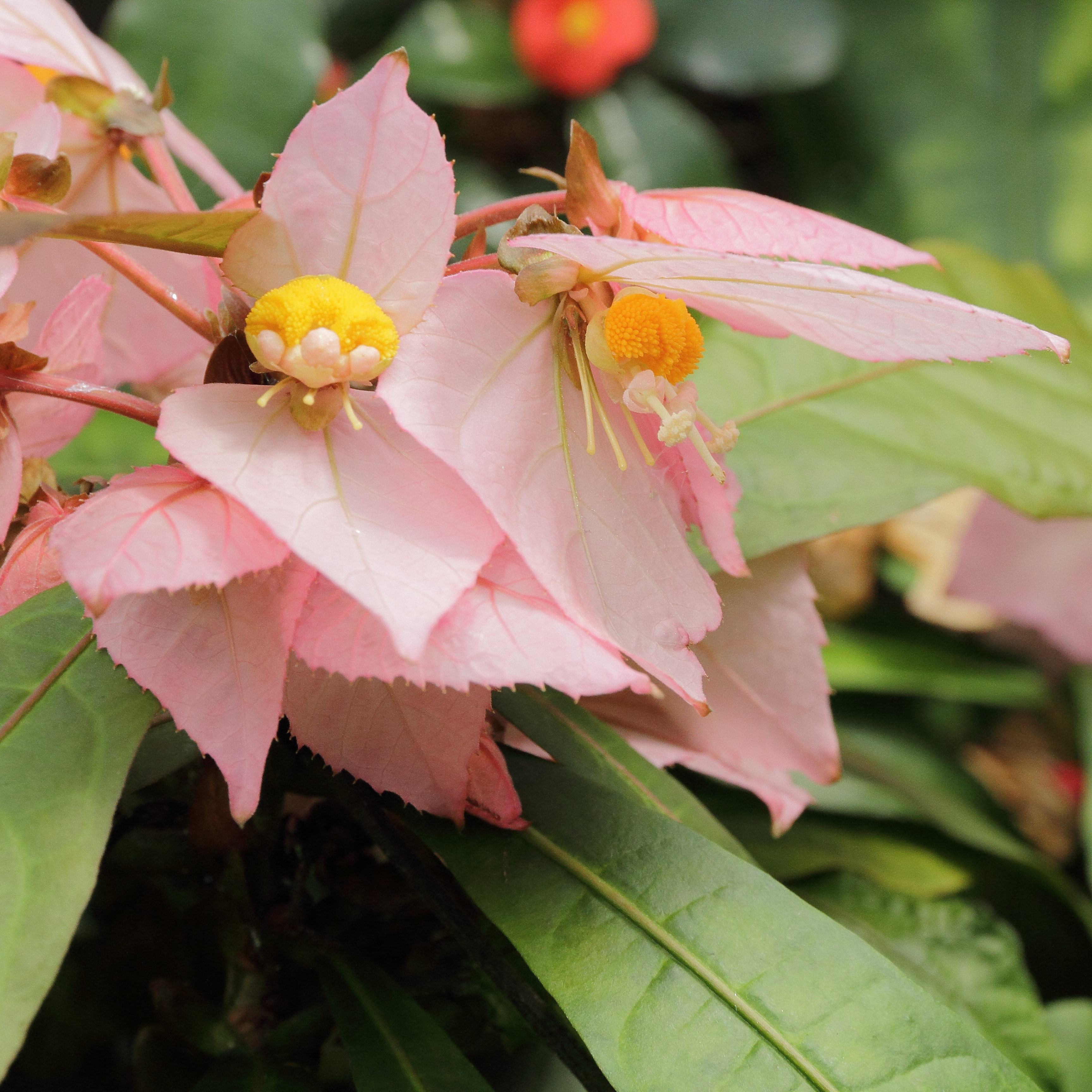
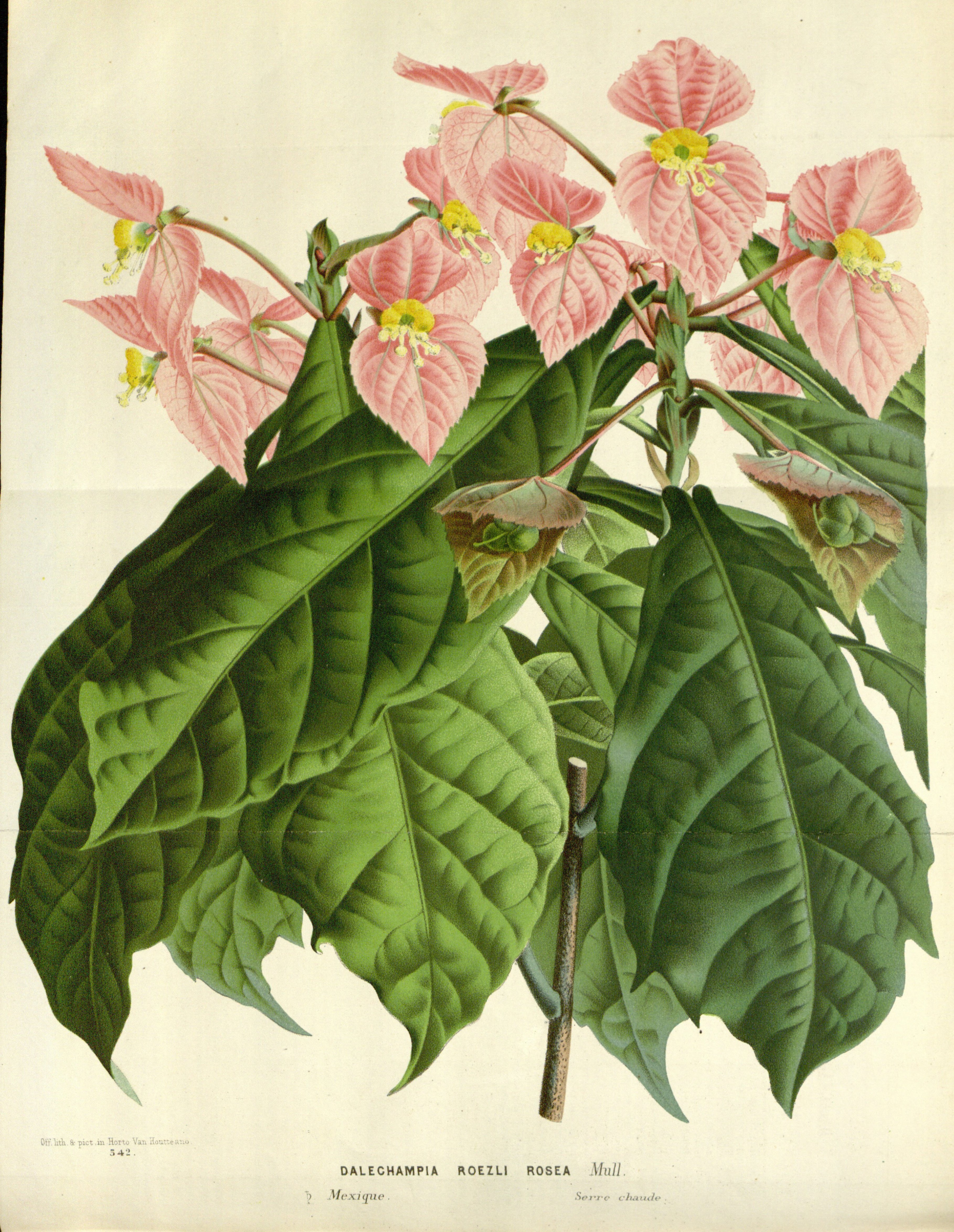